# Baybars I
Baybars I hoặc Baibars (tiếng Ả Rập: الملك الظاهر ركن الدين بيبرس البندقداري, al-Malik al-Ẓāhir Rukn al-Dīn Baybars al-Bunduqdārī) (1223/1228 - 1 tháng 7 năm 1277), là Sultan nhà Mamluk của Ai Cập và Syria.
Baybars từng là một nô lệ gốc Thổ Nhĩ Kỳ dưới triều nhà Ayyubid. Năm 1250, nhà Mamluk tiếm quyền của Ayyubid. Baybars trở thành chỉ huy của người Mamluk năm 1250 sau khi ông, cùng với Sultan Izz al-Din Aybak, người sáng lập ra triều Mamluk đã đánh bại cuộc Thập tự chinh thứ 7 của Louis IX của Pháp. Ông cũng lãnh đạo đội tiên phong của quân đội Ai Cập trong trận Ain Jalut năm 1260, đánh dấu sự thất bại đầu tiên của quân đội Mông Cổ và được coi là một bước ngoặt trong lịch sử.
Triều đại của Baibars đánh dấu sự khởi đầu của một thời đại thống trị của người Mamluk ở Đông Địa Trung Hải và củng cố bằng hệ thống quân sự của họ. Ông quản lý và củng cố liên minh Ai Cập và Syria là bang Hồi giáo nổi tiếng của khu vực, chống lại các mối đe dọa từ Thập tự chinh và Mông Cổ, và thậm chí còn có thể chinh phục vương quốc Makuria, vốn nổi tiếng vì không thể chinh phục bởi những nỗ lực xâm lược của các đế quốc Hồi giáo trước đây. Là Sultan, Baibars kết hợp ngoại giao và hành động quân sự, cho phép người Mamluks mở rộng đế chế của mình.

## Đầu đời
Baibars là một người tộc Cuman sinh ra ở Dasht-i Kipchak, giữa sông Edil (Volga) và Yaiyk (Ural).
Baibars đã chạy trốn khỏi quân đội Mông Cổ và sắp xếp định cư tại Đế chế Bulgaria. Họ băng qua Biển Đen từ Crimea hoặc Alania, nơi họ đã định cư trong thời gian đó, đến Bulgaria khoảng năm 1242. Sau một thời gian, người Bulgari đã quay lưng lại với tộc Cumans và tấn công họ. Baibars nằm trong số những kẻ bị bắt và bị bán làm nô lệ. Ông được bán tại Aleppo cho 'Alā' al-Dīn Īdīkīn al-Bunduqārī, một quý tộc người Ai Cập, ông bị đưa đến Cairo. Năm 1247, al-Bunduqārī bị bắt và vua Ai Cập, As-Salih Ayyub, tịch thu nô lệ kể cả Baibars.
Baibars được mô tả là da trắng, tương phản với làn da “ngăm đen” của người Ai Cập bản địa, mặt rộng với đôi mắt nhỏ (điển hình trong mô tả của người Thổ Nhĩ Kỳ).

## Gia tăng quyền lực
Baibars là một chỉ huy của Mamluks dưới Ayyubids. Ông có thể đã tham gia vào chiến thắng quan trọng của quân đội Ai Cập trong Trận La Forbie, phía đông của Gaza năm 1244 sau hậu quả của cuộc Thập tự chinh lần 6. Vào khoảng năm 1250, ông đã đánh bại cuộc Thập tự chinh lần bảy của Louis IX của Pháp. Ông cũng tham gia vào trận Al Mansurah, nơi ông sử dụng chiến lược khéo léo trong việc ra lệnh mở một cánh cổng để cho các hiệp sĩ thập tự chinh bước vào thị trấn; những kẻ khủng bố lao vào thị trấn mà họ nghĩ đã bị bỏ hoang bị mắc kẹt bên trong, bị bao vây bởi tất cả các hướng của lực lượng Ai Cập, người thị trấn, và bị thiệt hại nặng nề. Robert of Artois,ẩn núp trong một ngôi nhà, và William of Salisbury đều bị giết, cùng với hầu hết các Hiệp sĩ Đền thánh. Chỉ có năm Hiệp sĩ Đền thánh trốn thoát.
Baibars vẫn là một chỉ huy dưới thời Sultan Qutuz trong trận Ain Jalut năm 1260, khi ông đánh bại quân Mông Cổ một cách dứt khoát. Sau trận chiến, Sultan Qutuz (hay còn gọi là Koetoez) bị ám sát khi săn bắn. Người ta nói rằng Baibars đã tham gia vụ ám sát bởi vì ông bất bình khi không được tưởng thưởng xứng đáng trong trận chiến. Baibars đã thành công thay thế Qutuz làm Sultan của Ai Cập.

## Tử vong
Baibars chết tại Damascus vào ngày 1 tháng 7 năm 1277. Cái chết của ông đặt ra nhiều nghi vấn. Nhiều nguồn tin đồng ý rằng ông đã chết vì uống sữa kumis có độc đã được dành cho người khác. Các ý kiến khác cho thấy rằng ông có thể đã chết vì bệnh tật. Ông được chôn cất tại Thư viện Az-Zahiriyah ở Damascus.

## Gia đình
Baibars kết hôn với nhiều phụ nữ và có bảy con gái và ba con trai. Hai trong số các con trai của ông, al-Said Barakah và Solamish, trở thành Sultan.